# Biscoito (Ribeirinha)
Biscoito é uma localidade portuguesa da freguesia da Ribeirinha, concelho da Lajes do Pico, ilha do Pico, arquipélago dos Açores.